# Římskokatolická farnost Chýnov
Římskokatolická farnost Chýnov je územním společenstvím římských katolíků v rámci táborského vikariátu českobudějovické diecéze.

## O farnosti
Nejstarší zmínka o Chýnově je v Kosmově kronice, kdy se zde k roku 981 uvádí pomezní hrad rodu Slavníkovců. Tehdy zde také byl údajně již románský kostelík, který podle místní ústní tradice vysvětil sám svatý Vojtěch. Od roku 1250 patřil Chýnov k majetkům pražského biskupství. Kostel Nejsvětější Trojice je zmíněn roku 1250, poté přestavěn ve 14. století a tehdy také existoval chýnovský děkanát, obsahující 55 plebánií. V letech 1667–1670 byl místní kostel barokně přestavěn.
V letech 1786–1788 v Chýnově pobýval cisterciácký opat Bohumír Bylanský, který se sem uchýlil poté, co císař Josef II. zrušil jeho klášter ve Zlaté Koruně na Českokrumlovsku. Zde také zemřel, a je pohřben v místním kostele.
Z farnosti pocházel kněz Mons. Vladimír Vyhlídka. Posledním knězem, který bydlel v Chýnově byl P. Josef Komínek, který zemřel 1989. V letech 2002–2017 byla správa farnosti rozdělena: materiálním správcem byl Mgr. Václav Mikula (bydlel na faře v Chýnově, původně pastorační asistent, 2012 vysvěcen na jáhna) a duchovní správci dojížděli z Tábora (P. Jiří Kalaš, P. Günther Ecklbauer, P. Tomáš Vyhnálek, P. Karl Zaiser). Farnost je v současné době bez sídelního duchovního správce a je spravována excurrendo. Farní kostel Nejsvětější Trojice prošel v letech 1999–2009 generální rekonstrukcí. Při sčítání účastníků bohoslužeb v neděli 12. října 2014 bylo v kostele v Chýnově 88 lidí.
1.1.2020 proběhlo slučování farností. Farnost Chýnov se "rozrostla" o bývalé farnosti Hartvíkov a Hroby, které s ní byly sloučeny.
| Kostel                     | Místo  | Bohoslužba     | Bohoslužba | Poznámka     |
| -------------------------- | ------ | -------------- | ---------- | ------------ |
| Kostel Nejsvětější Trojice | Chýnov | neděle čtvrtek | 8.00 18.00 | farní kostel |